# Liste des archevêques de Blantyre
Liste des archevêques de Blantyre
(Archidioecesis Blantyrensis)
La préfecture apostolique de Shiré est créée le 3 décembre 1903 par détachement du vicariat apostolique de Nyassa.
Elle est érigée en vicariat apostolique le 14 avril 1908.
Ce dernier change de dénomination le 15 mai 1952 pour devenir le vicariat apostolique de Blantyre.
Il est érigé en archevêché le 25 avril 1959.

## Est préfet apostolique
- 3 décembre 1903-14 avril 1908 : Auguste Prézeau, préfet apostolique de Shiré.

## Sont vicaires apostoliques
- 14 avril 1908-† 2 décembre 1909 : Auguste Prézeau, promu vicaire apostolique de Shiré.
- 9 mai 1910-25 décembre 1949 : Louis Auneau (Louis Joseph Marie Auneau), vicaire apostolique de Shiré.
- 25 décembre 1949-25 avril 1959 : John Theunissen (John Baptist Hubert Theunissen), vicaire apostolique de Shiré, puis de Blantyre (15 mai 1952).

## Sont archevêques
- 25 avril 1959-14 octobre 1967 : John Theunissen (John Baptist Hubert Theunissen), promu archevêque.
- 29 novembre 1967-23 janvier 2001 : James Chiona
- 23 janvier 2001-3 juillet 2013 : Tarcisius Ziyaye (Tarcisius Gervazio Ziyaye)
- depuis le 21 novembre 2013 : Thomas Luke Msusa[1],[2].

## Sources
- L'ANNUAIRE PONTIFICAL, sur le site http://www.catholic-hierarchy.org, à la page